# The Rarities (альбом Мэрайи Кэри)
| Совокупная оценка | Совокупная оценка |
| Источник          | Оценка            |
| ----------------- | ----------------- |
| Metacritic        | 74/100            |
| Оценки критиков   |                   |
| Источник          | Оценка            |
| AllMusic          | [ 2 ]             |
| NME               | [ 3 ]             |
| Slant Magazine    | [ 4 ]             |

The Rarities — восьмой сборник американской певицы Мэрайи Кэри, вышедший 2 октября 2020 года. Альбом издан в рамках «#MC30», рекламной кампании, посвященной 30-летию карьеры певицы.
Сборник будет включать в себя неизданные песни, а также записи с одного из её концертов в Японии в рамках тура Daydream World Tour. Также специально для японского рынка будет выпущен Blu-ray с данным концертным туром.

## Отзывы
Альбом получил положительные отзывы музыкальной критики и интернет-изданий. Он получил 72 из 100 баллов на интернет-агрегаторе Metacritic.
Среди отзывов: Variety («в отличие от многих поп-королев, которые следовали за ней в чартах, Кэри может создать хит даже когда она переключает акцент с поп-кроссовера к хип-хопу до соул-музыки для взрослых, во всем есть общая нить Мэрайи»), Los Angeles Times, Idolator («сборник неизданных песен и би-сайдов не имеет права быть настолько хорошими»), NME, Slant Magazine.

## Список композиций
| №   | Название                                         | Автор(ы)                                                            | {{{extra_column}}}              | Длительность |
| --- | ------------------------------------------------ | ------------------------------------------------------------------- | ------------------------------- | ------------ |
| 1.  | «Here We Go Around Again» (1990)                 | Мэрайя Кэри, Бен Маргулис                                           | Carey Margulies                 | 3:55         |
| 2.  | «Can You Hear Me» (1991)                         | Мэрайя Кэри, Барри Манн                                             | Carey Mann                      | 4:06         |
| 3.  | «Do You Think of Me» (1993)                      | Мэрайя Кэри, Уолтер Афанасьефф, Кори Руни, Марк Моралес             | Carey Afanasieff Rooney Morales | 4:48         |
| 4.  | «Everything Fades Away» (1993)                   | Мэрайя Кэри, Уолтер Афанасьефф                                      | Carey Afanasieff                | 5:25         |
| 5.  | «All I Live For» (1993)                          | Мэрайя Кэри, Уолтер Афанасьефф                                      | Carey Afanasieff                | 3:22         |
| 6.  | «One Night» (1995)                               | Мэрайя Кэри, Джермейн Дюпри                                         | Carey Dupri                     | 4:41         |
| 7.  | «Slipping Away» (1996)                           | Мэрайя Кэри, Дейв Холл                                              | Carey Hall                      | 4:31         |
| 8.  | «Out Here on My Own» (2000)                      | Лесли Гор, Майкл Гор                                                | Carey                           | 3:16         |
| 9.  | «Loverboy» (2001 – Firecracker Original Version) | Мэрайя Кэри, Мартин Денни                                           | Carey Clark Kent [a]            | 3:14         |
| 10. | «I Pray» (2005)                                  | Мэрайя Кэри, Кит Круш                                               |                                 | 2:53         |
| 11. | «Cool on You» (2007)                             | Мэрайя Кэри, Джермейн Дюпри, Мануэль Сил, Джонта Остин              |                                 | 3:11         |
| 12. | «Mesmerized» (2012)                              | Мэрайя Кэри, Лорис Холланд                                          |                                 | 3:22         |
| 13. | «Lullaby of Birdland» (2014 – Live)              | Джордж Ширинг, Джордж Дэвид Вайс                                    |                                 | 3:18         |
| 14. | «Save the Day» (2020 — with Lauryn Hill)         | Мэрайя Кэри, Джермейн Дюпри, Джеймс Райт, Чарли Фокс, Норман Гимбел |                                 | 3:48         |
| 15. | «Close My Eyes» (2020 – Acoustic)                | Мэрайя Кэри, Уолтер Афанасьефф                                      | Carey                           | 3:18         |

| №                   | Название                                     | Автор(ы)                                                                               | Длительность |
| ------------------- | -------------------------------------------- | -------------------------------------------------------------------------------------- | ------------ |
| 1.                  | «Daydream Interlude (Fantasy Sweet Dub Mix)» | Мэрайя Кэри, Дейв Холл, Эдриан Белью, Тина Уэймут, Крис Франц, Стивен Станли           | 1:31         |
| 2.                  | «Emotions»                                   | Мэрайя Кэри, Дэвид Кол, Роберт Кливиллес                                               | 4:06         |
| 3.                  | «Open Arms (песня Journey)»                  | Джонатан Кейн, Стив Перри                                                              | 3:46         |
| 4.                  | «Forever (песня Мэрайи Кэри)»                | Мэрайя Кэри, Уолтер Афанасьефф                                                         | 4:46         |
| 5.                  | «I Don’t Wanna Cry»                          | Мэрайя Кэри, Нарада Майкл Уолден                                                       | 5:54         |
| 6.                  | «Fantasy»                                    | Мэрайя Кэри, Дейв Холл, Эдриан Белью, Тина Уэймут, Крис Франц, Стивен Станли           | 5:25         |
| 7.                  | «Always Be My Baby»                          | Мэрайя Кэри, Джермейн Дюпри, Мануэль Сил                                               | 4:38         |
| 8.                  | «One Sweet Day»                              | Мэрайя Кэри, Уолтер Афанасьефф, Натан Моррис, Майкл Маккари, Шон Стокман, Ванья Моррис | 5:20         |
| 9.                  | «Underneath the Stars»                       | Мэрайя Кэри, Уолтер Афанасьефф                                                         | 4:07         |
| 10.                 | «Without You»                                | Пит Хэм, Том Эванс                                                                     | 4:19         |
| 11.                 | «Make It Happen»                             | Мэрайя Кэри, Дэвид Коул, Роберт Кливилль                                               | 5:03         |
| 12.                 | «Just Be Good to Me»                         | Джеймс Харрис, Терри Льюис                                                             | 6:37         |
| 13.                 | «Dreamlover»                                 | Мэрайя Кэри, Дейв Холл                                                                 | 3:58         |
| 14.                 | «Vision of Love»                             | Мэрайя Кэри, Бен Маргулис                                                              | 3:46         |
| 15.                 | «Hero»                                       | Мэрайя Кэри, Уолтер Афанасьефф                                                         | 4:59         |
| 16.                 | «Anytime You Need a Friend»                  | Мэрайя Кэри, Уолтер Афанасьефф                                                         | 5:58         |
| 17.                 | «All I Want for Christmas Is You»            | Мэрайя Кэри, Уолтер Афанасьефф                                                         | 5:04         |
| Общая длительность: | Общая длительность:                          | Общая длительность:                                                                    | 1:19:17      |

## Чарты
| Чарт (2020)                            | Высшая позиция |
| -------------------------------------- | -------------- |
| Австралия (ARIA)                       | 16             |
| Бельгия/Фландрия (Ultratop)            | 53             |
| Бельгия/Валлония (Ultratop)            | 32             |
| Канада (Canadian Albums Chart)         | 80             |
| Нидерланды (Album Top 100)             | 47             |
| Германия (Offizielle Top 100)          | 65             |
| Италия (FIMI)                          | 50             |
| Япония (Oricon)                        | 24             |
| Япония (Billboard Japan)               | 29             |
| Польша (ZPAV)                          | 39             |
| Шотландия (Scottish Albums Chart)      | 30             |
| Швейцария (Schweizer Hitparade)        | 29             |
| Великобритания (UK Albums Chart)       | 44             |
| США (Billboard 200)                    | 31             |
| США (Billboard Top R&B/Hip-Hop Albums) | 15             |